# Pedro de Castilla y Fonseca
Pedro de Castilla y Fonseca (Alaejos, c. 1439-Madrid, 1475), también conocido por Pedro de Castilla el Mozo, fue hijo de Pedro de Castilla y Salazar y de su esposa Beatriz de Fonseca y Ulloa, hermana de Alonso de Fonseca y Ulloa.

## Biografía
Pedro de Castilla y Fonseca desempeñó el cargo de maestresala de la reina Juana de Portugal, hija de los reyes Eduardo I de Portugal y Leonor de Aragón, durante el encierro ordenado por su esposo, el rey Enrique IV de Castilla. Durante ese periodo fue amante de la reina, fruto de cuya relación tuvo hijos gemelos. Ella aún estaba casada con el rey, y la relación fue conocida en la época.
- Pedro de Castilla y Portugal o Pedro Apóstol de Castilla y Portugal, conocido también por Don Apóstol de Castilla (30 de noviembre de 1468 o 1471 - ?), casado segunda vez con Juana de Mendoza, con descendencia;
- Andrés de Castilla y Portugal o Andrés Apóstol de Castilla y Portugal (30 de noviembre de 1468 o 1471 - ?), casado en Guadalajara con Mencía o María de Quiñones, con descendencia.

Juana, tras huir del castillo de Alaejos, vivió con la familia de los Mendoza en Trijueque y, posteriormente, en Madrid, en el convento de San Francisco, donde falleció en 1475 con solo 36 años.